# Gaspard Glaus
Gaspard Glaus (* 27. Oktober 1957 in Avenches) ist ein Schweizer Jazzmusiker (Piano, Komposition), der genreübergreifend wirkt.

## Leben und Wirken
Glaus begann im Alter von neun Jahren klassisches Klavier zu lernen, bevor er drei Jahre später den Jazz entdeckte. 1975 begann er im Quartett Andoar (mit François Allaz, Jean-François Massy und Marc Wagnon) zu konzertieren; 1976 gewann er beim Augst Jazz Festival den Klavierpreis. Nach seiner Matura zog er nach Bern, um dort bis 1981 an der Swiss Jazz School die Berufsschulausbildung zu absolvieren. Mit Martial Solal trat er im Duo auf. 1990 kehrte er an die Swiss Jazz School in Bern zurück, um dort zu studieren; 1991 erhielt er am Conservatoire de Lausanne ein Diplom für Klavierunterricht; schliesslich machte er dort 1994 einen Abschluss in Orchestrierung.
Glaus ist in verschiedenen Jazzformationen tätig und unterhält ein eigenes Trio mit Bob Harrison und Olivier Clerc. Zwischen 1988 und 1999 gehörte er zu Piano Seven um François Lindemann; er trat regelmässig mit Künstlern wie Léon Francioli, Daniel Bourquin, Ivor Malherbe, Raymond Court oder Antoine Auberson auf. Zudem war er Mitglied der Bigband von Lausanne und begleitete Sänger wie Pascal Auberson, Henri de Gaulle, Sarcloret, Michel Bühler und Valérie Lou. Er trat auch als Pianist mit dem Groupe Instrumental Romand auf. 
In den frühen 1980er Jahren begann Glaus mit dem Komponieren. Er schrieb die Musik vieler Hörspiele für Radio Télévision Suisse und erhielt 1985 den Prix Gilson und 1986 den Prix Italia. Auch schrieb er Bühnen- und zahlreiche Filmmusiken für die Regisseure Jean-François Amiguet, Gilles Pache und Vivien Gofette. 
Glaus, eines der Gründungsmitglieder der École de jazz et de musiques actuelles in Lausanne, ist seit 2000 Professor für praktische Harmonie und Klavierbegleitung an der Haute École de Musique Lausanne und lehrt zudem am Ribeaupierre-Institut in Lausanne. 2001 veröffentlichte er eine Improvisationsmethode mit dem Titel Lignes, motifs et improvisation.